# Tiszaszalka, Szabolcs-Szatmár-Bereg
Tiszaszalka  este un sat în districtul Vásárosnamény, județul Szabolcs-Szatmár-Bereg, Ungaria, având o populație de 921 de locuitori (2011). 

## Demografie
Componența etnică a satului Tiszaszalka
     Maghiari (98,88%)
     Necunoscut (0,37%)
     Alții (0,75%)
Componența confesională a satului Tiszaszalka
     Reformați (55,16%)
     Romano-catolici (18,46%)
     Fără religie (4,13%)
     Greco-catolici (2,71%)
     Necunoscută (19,54%)
Conform recensământului din 2011, satul Tiszaszalka avea 921 de locuitori. Din punct de vedere etnic, majoritatea locuitorilor (98,88%) erau maghiari. Apartenența etnică nu este cunoscută în cazul a 0,37% din locuitori.  Din punct de vedere confesional, majoritatea locuitorilor (55,16%) erau reformați, existând și minorități de romano-catolici (18,46%), persoane fără religie (4,13%) și greco-catolici (2,71%). Pentru 19,54% din locuitori nu este cunoscută apartenența confesională.